# Thief River Falls
Thief River Falls, auch benannt als Thief River oder TRF, ist eine Stadt (mit dem Status „City“) und Verwaltungssitz des Pennington County im US-amerikanischen Bundesstaat Minnesota. Das U.S. Census Bureau hat bei der Volkszählung 2020 eine Einwohnerzahl von 8.749 ermittelt.

## Geografie
Thief River Falls liegt im Nordwesten von Minnesota, 82,7 Kilometer nordöstlich von Grand Forks in North Dakota. Nach den Angaben des United States Census Bureau beträgt die Fläche der Stadt 13 Quadratkilometer, davon sind 12 Quadratkilometer Land und 1 Quadratkilometer Wasser. Die Stadt liegt an der Mündung des Thief River in den Red Lake River, einen rechten Nebenfluss des Red River of the North.
Benachbarte Ortschaften von Thief River Falls sind Holt (19,5 km nördlich), Goodridge (30,9 km östlich) und St. Hilaire (12,4 km südlich).
Die nächstgelegenen Großstädte sind Winnipeg in der kanadischen Provinz Manitoba (227 km nordnordwestlich), Duluth am Oberen See (392 km ostsüdöstlich), Minneapolis (473 km südöstlich) und Fargo in North Dakota (181 km südsüdwestlich).
Die Grenze zu Kanada befindet sich 110 km nördlich.

## Verkehr
Wichtige Straßenverbindungen sind der U.S. Highway 59 und die Minnesota State Routes 1 und 32.
In Thief River Falls trifft eine Eisenbahnlinie der Minnesota Northern Railroad auf eine Strecke der heute zur Canadian Pacific Railway gehörenden SOO Line Railroad.
Südlich der Stadtgrenze befindet sich der Thief River Falls Regional Airport. Die nächstgelegenen größeren Flughäfen sind der Hector International Airport in Fargo (178 km südsüdwestlich), der Winnipeg James Armstrong Richardson International Airport (234 km nordnordwestlich) und der Minneapolis-Saint Paul International Airport (496 km südöstlich).

## Demografische Daten
Nach der Volkszählung im Jahr 2010 lebten in Thief River Falls 8573 Menschen in 3802 Haushalten. Die Bevölkerungsdichte betrug 691,4 Einwohner pro Quadratkilometer. In den 3802 Haushalten lebten statistisch je 2,18 Personen.
Ethnisch betrachtet setzte sich die Bevölkerung zusammen aus 92,0 Prozent Weißen, 2,1 Prozent Afroamerikanern, 1,9 Prozent amerikanischen Ureinwohnern, 0,7 Prozent Asiaten sowie 1,0 Prozent aus anderen ethnischen Gruppen; 2,3 Prozent stammten von zwei oder mehr Ethnien ab. Unabhängig von der ethnischen Zugehörigkeit waren 3,2 Prozent der Bevölkerung spanischer oder lateinamerikanischer Abstammung.
22,5 Prozent der Bevölkerung waren unter 18 Jahre alt, 59,8 Prozent waren zwischen 18 und 64 und 17,7 Prozent waren 65 Jahre oder älter. 52,3 Prozent der Bevölkerung war weiblich.

Das mittlere jährliche Einkommen eines Haushalts lag bei 38.306 USD. Das Pro-Kopf-Einkommen betrug 21.098 USD. 13,1 Prozent der Einwohner lebten unterhalb der Armutsgrenze.

## Bildung
Thief River Falls beheimatet als öffentliche Schulen die Lincoln High School, die Franklin Middle School und die Challenger Elementary School. Weiters ist in Thief River das Northland Community and Technical College (NCTC).

## Wirtschaft
Größter Arbeitgeber mit 2400 Angestellten ist der Elektronikdistributor Digi-Key, welcher in der Stadt sein weltweites Logistik- und Versandzentrum betreibt. Weiters befindet sich in der Stadt Arctic Cat, ein Hersteller von Schneemobilen. Von 1957 bis zum Konkurs 1986 befand sich das Produktionswerk des Traktorenherstellers Steiger in Thief River Falls.

## Persönlichkeiten
- Chester A. Dahlen (1910–2006), Generalmajor der United States Army
- John H. Hay Jr. (1917–1995), Generalleutnant der United States Army
- John O. McCormick (1918–2010), Literaturwissenschaftler und Hochschullehrer